# Kara Jülük Oszmán
Kara Jülük Oszmán (törökül Kara Yülük Osman, azeriül Qara Yuluq Osman Bəy) 1389 és 1435 között az Akkojunlu Bajandur törzsének vezetője, a nagy törzsszövetség létrehozója, amely végül államalapításhoz vezetett a Karakojunlu legyőzésével. A bizánci és helyi források őt tekintik az uralkodóház megalapítójának, mivel feleségül vett egy bizánci hercegnőt, Trapezunti Máriát. Az 1402-es ankarai csata után Timur Lenk kinevezte Diyarbakır kormányzójává.

## Akkojunlu története
Az Akkojunlu története Timur Lenk 1387-es inváziójáig meglehetősen homályos. A mongol hadjárat és államalapítás (Timuridák) felbolygatta a térséget, és megváltoztatta a kialakult erőviszonyokat. Így a Karakojunlu időleges hanyatlását okozta, amely a nyugati területei felett nem tudott kellő ellenőrzést gyakorolni. Míg 1382-ben még Karakojunlu legyőzte Akkojunlut, 1400-ban Kara Júszuf Egyiptomba menekült és csak 1405-ben tért vissza. Ettől kezdve keleten, a timurida Sáhruh lett Karakojunlu fő ellenfele, ami lehetővé tette Kara Oszmánnak, hogy Dijár Bakr térségében megszilárdítsa hatalmát. Eközben érdekszférájába vonta az Amida és Urfa körül nomadizáló türk törzseket is, és 1411-ben – Sáhruh biztatására – kiterjesztette a már nyíltan Karakojunlu-ellenes törzsszövetségét. Legjelentősebb támogatója Sejk Ibráhim sirvánsah volt.
A Karakojunlu elleni harc néhány évig sikeres volt. 1420-ig Kara Júszuf védekezésre kényszerült, majd az 1420-as hatalmas timurida hadjárat évében meghalt. Utódja, Kara Iszkandar azonban tehetségesnek bizonyult és 1435-ig visszájára fordította a helyzetet. Kara Oszmán ebben az évben halt meg, és az Akkojunlu nagyhatalom létrehozása még két évtizedre eltolódott, és csak unokájának, Uzun Haszannak sikerült végleg elszakadni Karakojunlutól, sőt legyőzni azt.